# Chikkanakote, Sira
Chikkanakote là một làng thuộc tehsil Sira, huyện Tumkur, bang Karnataka, Ấn Độ.